# 프러데리 밥 푸일

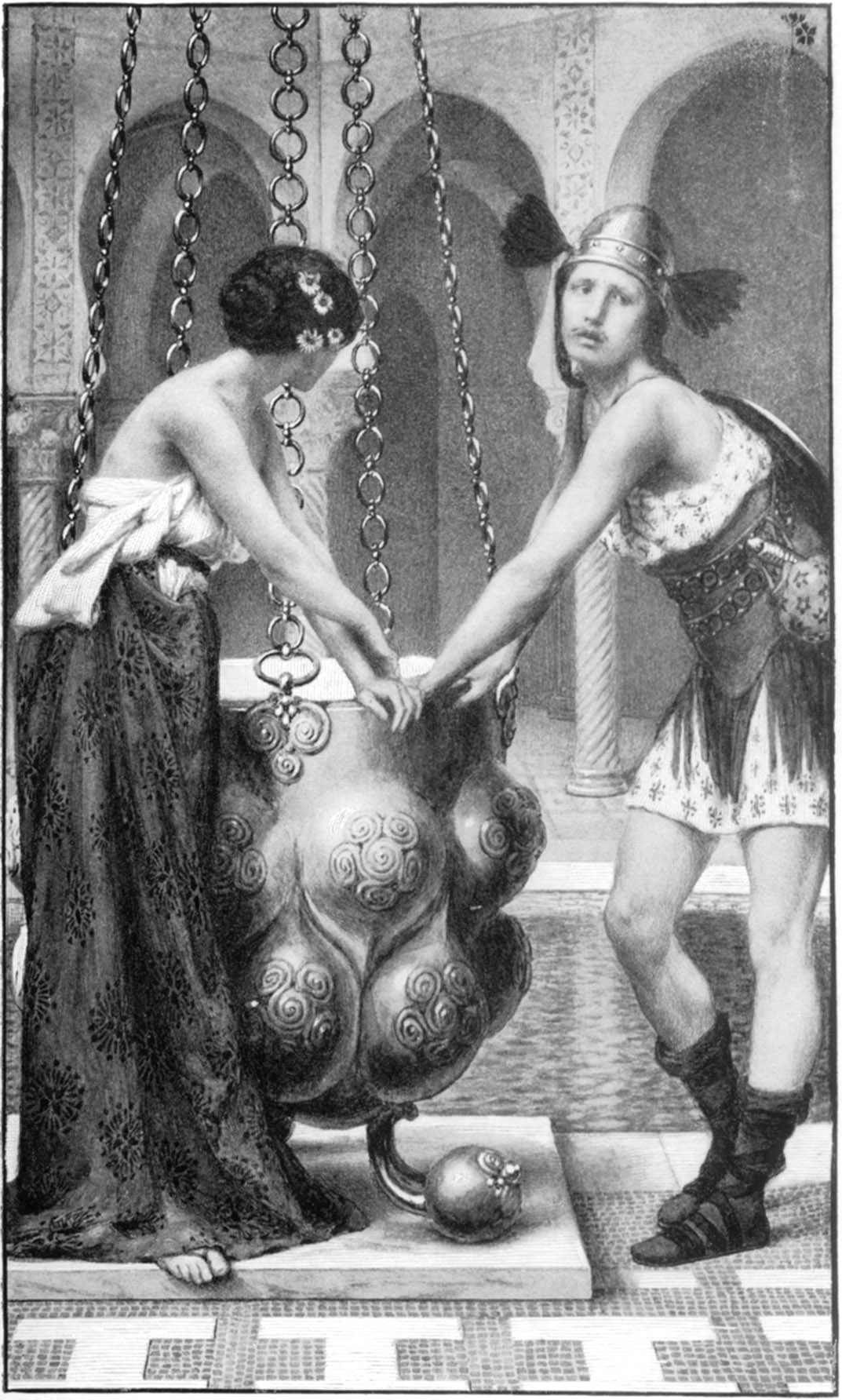
프러데리와 리아논.

프러데리 밥 푸일(웨일스어: Pryderi fab Pwyll [prɘderi vaːb puiɫ])은 웨일스 신화에 등장하는 중요한 인물로, 푸일과 리아논 사이에 태어난 아들이며 아버지의 사후 더베드의 왕이 되었다. 그는 마비노기의 네 가지에 모두 등장하는 유일한 인물이다.